# Cherubini-Quartett
Das Cherubini-Quartett war ein führendes deutsches Streichquartett aus Düsseldorf, das im Jahr 1978/79 gegründet wurde. 
Für das Quartett ist der italienische Komponist Luigi Cherubini (1760–1842) Namensgeber. Das Cherubini-Quartett hat sich mit seinen Interpretationen der Quartettliteratur des 19. Jahrhunderts einen international anerkannten Namen gemacht und Preise wie den Grand Prix in Evian/Frankreich gewonnen.

## Mitglieder
- Violine: Christoph Poppen
- Violine: Harald Schoneweg (1978–1994)[2], Ulf Gunnar Wallin(1995–1997)[3]
- Viola: Hariolf Schlichtig
- Violoncello: Klaus Kämper (1978–1989)[4], Manuel Fischer-Dieskau (1989–1995)[5], Christoph Richter (1995–1997)[6]

## Diskografie
Das Cherubini-Quartett spielt Streichquartette von Wolfgang Amadeus Mozart (1756–1791), Franz Schubert (1797–1828), Felix Mendelssohn Bartholdy (1809–1847) und von Robert Schumann (1810–1856).

## Auszeichnungen/Preise
- Märkisches Stipendium für Musik: 1980/81 und 1981/82
- 1981: Grand Prix beim Internationalen Streichquartett-Wettbewerb in Evian/Frankreich[7]